# Sławomir Biskupski
Sławomir Teodor Biskupski (ur. 16 września 1921 w Warszawie, zm. 30 sierpnia 1944 tamże) – kapral podchorąży AK, powstaniec warszawski.

## Życiorys
Rodzicami byli Stefan Biskupski herbu Szreniawa, właściciel majątku Miecze k. Grajewa, oraz Helena, córka znanego chirurga-ginekologa, doktora Teodora Prostwiłł-Boryssowicza herbu Dryja.
Uczył się w Liceum im. Tadeusza Czackiego w Warszawie na wydziale matematyczno-fizycznym. Zgodnie ze swoim zainteresowaniem techniką lotniczą budował modele samolotów. W 1936 postanowił wraz z kolegami rozpropagować wiedzę lotniczą wydając szkolne pismo poświęcone tej tematyce „Ikar”. Był zapalonym pilotem szybowcowym, posiadał kategorię A. Egzamin dojrzałości zdał 25 maja 1939. Ostatnie wakacje przed wybuchem wojny spędził na obozie Junackich Hufców Pracy.

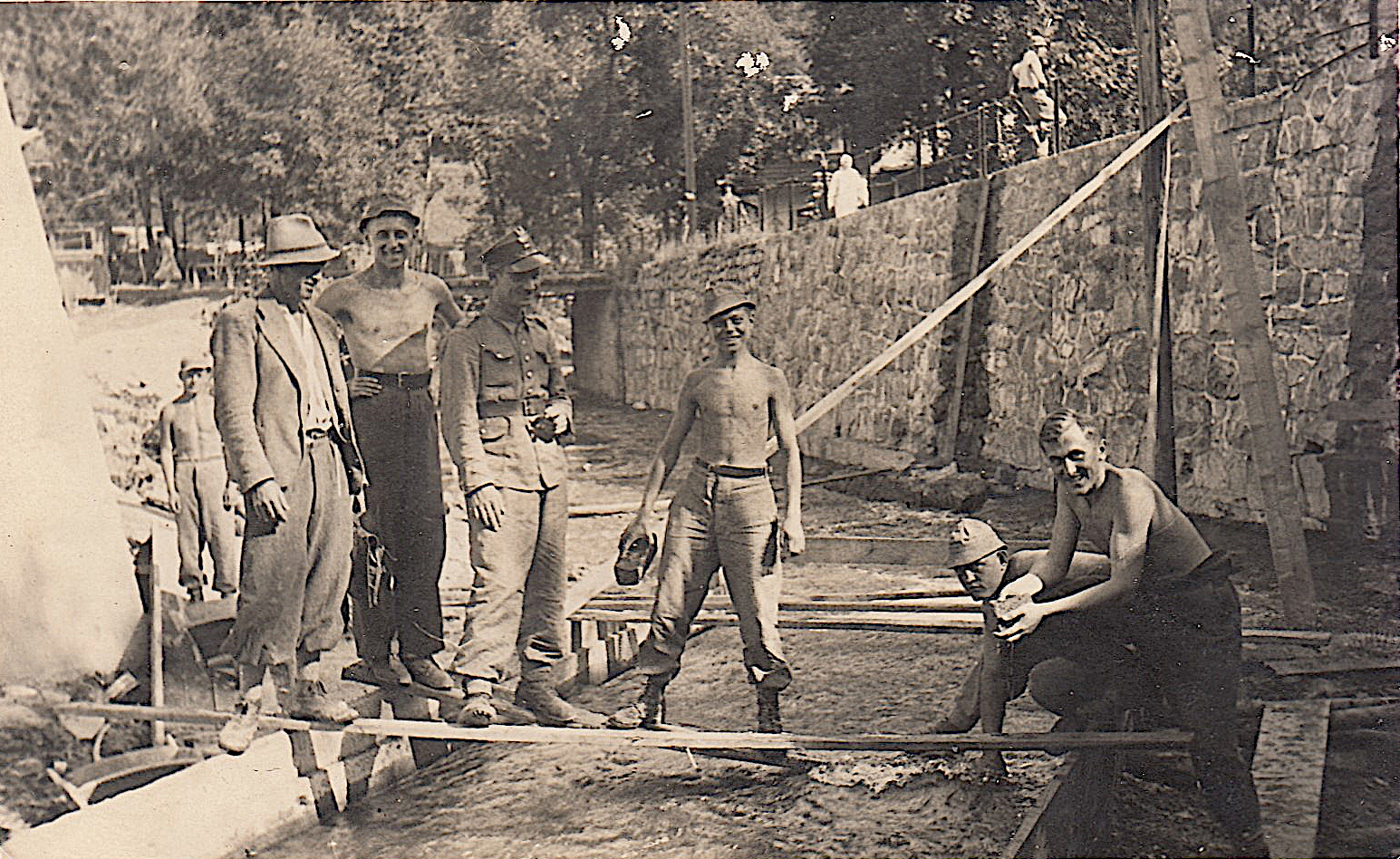
Sławomir Biskupski – Junackie Hufce Pracy (1939)

Politechnika Warszawska, na której zamierzał studiować, została zamknięta przez niemieckie władze okupacyjne. W końcu lata 1940 szkoła samochodowo-lotnicza, mieszcząca się przy ulicy Narbutta 86 w budynku dawnej Szkoły Wawelberga, otrzymała od Niemców zezwolenie na rozpoczęcie nauki dla absolwentów gimnazjów. Sławomir Biskupski został przyjęty do tej szkoły nazwanej oficjalnie Państwową Szkołą Budowy Maszyn II st. (Staatliche Fachschule für Maschinenbau). Szkołę ukończył po dwóch latach nauki z tytułem technika budowy maszyn. Na jesieni 1942 Niemcy zgodzili się na uruchomienie dwuletniej Państwowej Wyższej Szkoły Technicznej (Staatliche Höhere Technische Fachschule) z polskim językiem wykładowym. Intencją Niemców było stworzenie kadr inżynierskich przeznaczonych do zagospodarowania zdobywanych terenów na wschodzie Związku Sowieckiego. Sławomir Biskupski ukończył Wyższą Szkołę Techniczną w 1944. Jedocześnie pracował jako pomocnik kreślarza w warszawskiej filii Ost-Energie AG, niemieckiej firmy rozprowadzającej gaz ziemny. Legitymacja służbowa stanowiła pewne zabezpieczenie przed aresztowaniem i wywiezieniem na roboty przymusowe do Niemiec.
W tym czasie Sławomir Biskupski rozpoczął działalność konspiracyjną. Został żołnierzem Armii Krajowej (ps. Tomek), ukończył tajną szkołę podchorążych otrzymując stopień kaprala i tytuł podchorążego. Został dowódcą sekcji (drużyny) plutonu IV kompanii B-3 batalionu „Bałtyk” pułku dyspozycyjnego Komendy Głównej AK „Baszta”. Terenem działania pułku w czasie przewidywanego powstania miał być Górny Mokotów, obszar ograniczony od północy ulicą Narbutta, od południa terenem Wyścigów Konnych.
27 lipca 1944 gubernator dystryktu warszawskiego, Ludwig Fischer, rozkazał, aby następnego dnia 100 tysięcy Polaków stawiło się do pracy przy budowie umocnień. Dowództwo AK obawiało się wyeliminowania najbardziej dynamicznego elementu spośród ludności Warszawy. W związku z tym płk. Chruściel (ps. Monter), ogłosił alarm dla oddziałów AK w stolicy. Gdy okazało się, że ludność zlekceważyła wezwanie Niemców, alarm został odwołany. Sekcja dowodzone przez Sławomira Biskupskiego zebrała się w domu jego rodziców przy ul. Wiśniowej. Nocne sowieckie bombardowanie zmusiło żołnierzy do schronienia w piwnicy, gdzie udało im się uniknąć konfrontacji z szukającymi osłony żołnierzami SS.

Podkomendny Sławomira Biskupskiego, strzelec Mieczysław Chackiewicz (ps. Martyna) opisał mobilizację plutonu - godzinę „W” - rozpoczęcie w Warszawie akcji „Burza”:
Nasz IV pluton dowodzony przez ppor. „Negusa” (Stanisław Potoręcki) mobilizował się w pomieszczeniach szkoły powszechnej przy ulicy Wiktorskiej na Mokotowie. Wyruszyliśmy tam w składzie sekcji t.j. „Mach”, „Marian", „Martyna'', „Zakapior”, „Mikrut" i dowódca sekcji kpr. pchor. „Tomek" z miejsca wyczekiwania, t.j. z domu moich rodziców przy ul. Freta na Nowym Mieście i bez przeszkód dotarliśmy na miejsce….. „Tomek" zaprowadził nas do sali lekcyjnej, gdzie na stołach lezały rozpakowane paczki z różnorodnym sprzętem wojskowym. Rozdano nam opaski, broń i amunicję. Ja dostałem nowiutki karabin niemiecki „Mauzer” i trochę „wykopaliskowej” amunicji z 1939, „Mach" otrzymał pistolet 9 mm tzw. „hiszpana”, „Marian” pistolet 7mm „Efenkę", „Tomek" pistolet „Colt”, a „Zakapior” i „Mikrut” po granacie konspiracyjnej produkcji tzw. „sidolówce”…...
Sekcja kpr.pchor. „Tomka” brała udział w szturmie na obsadzoną przez żołnierzy SS Szkołę Rękodzielniczą (kryptonim Basy) na ul. Kazimierzowskiej 60 i w zdobyciu budynku szkoły przy ul. Woronicza.
Kpr. pchor. „Tomek" został przeniesiony do innej drużyny. Został dowódcą sekcji w plutonie II. Kpr.pchor Stanisław Barański (ps. Kozak) z plutonu II tak opisał akcję w budynku przy ul. Podchorążych w nocy z 26/27 sierpnia podczas zdobywania Klasztoru Sióstr Nazaretanek przy ul. Czerniakowskiej 137:
Kpr. „Tomek” pchor. Sławomir Biskupski podchodzi do drzwi piwnicy i woła po niemiecku: - „Wszyscy wychodzić! Będziecie wolni!”.
Nic, cisza. - „Wychodzić, bo rzucimy granaty!” Cisza.
„Tomek” odbezpiecza „sidolówkę” i rzuca w głąb. Syk - i po chwili : „Buumm!”. Dym, kurz i wołanie o litość.

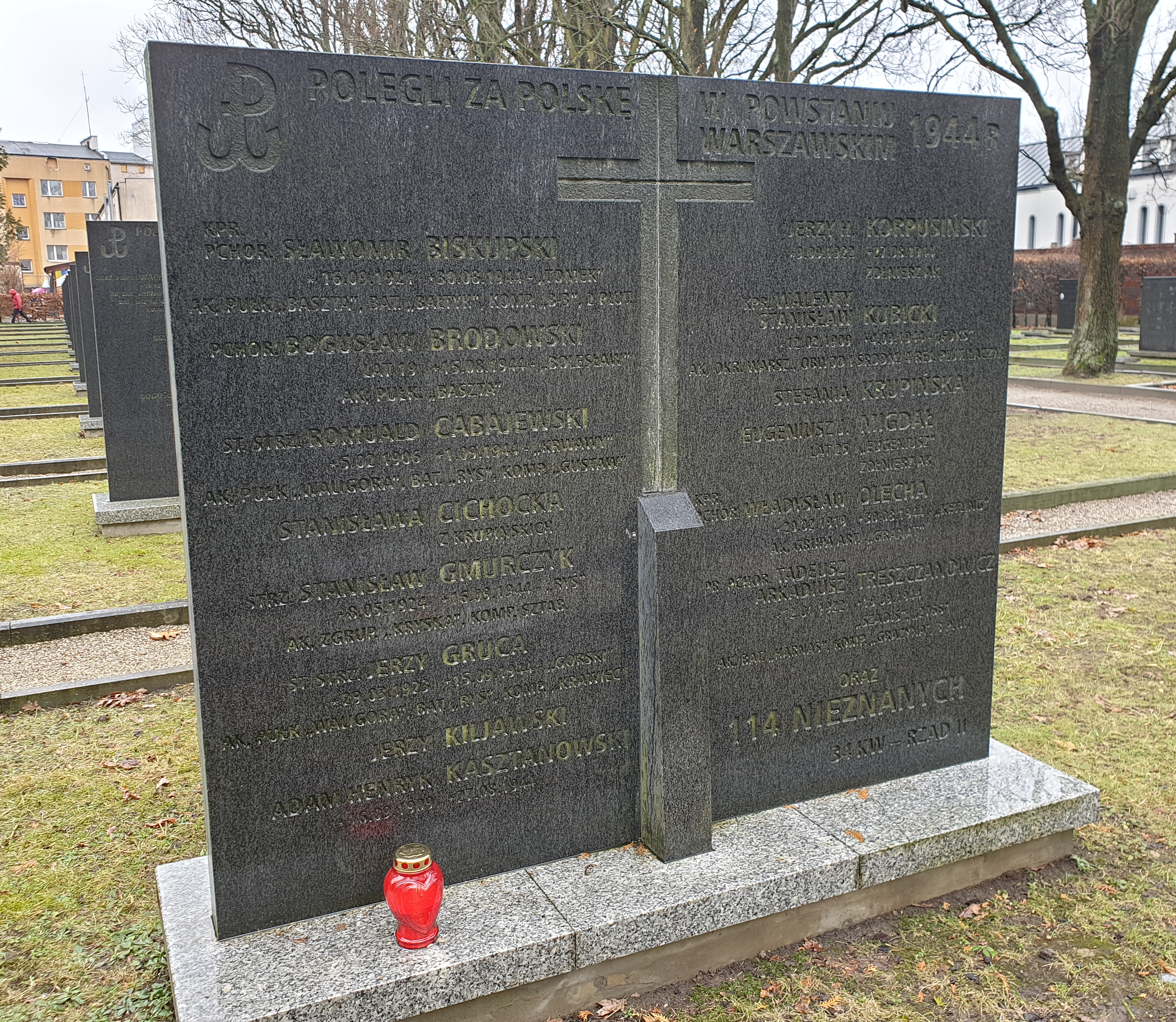
Grób Sławomira Biskupskiego na Cmentarzu Powstańców Warszawy

„Tomek” został poważnie ranny 27 sierpnia 1944, gdy pocisk ciężkiego granatnika wybuchł w pobliżu miejsca zbiórki plutonu II. Wraz z innymi rannymi został przeniesiony do szpitala powstańczego przy ul. Chełmskiej 19. Zginął 30 sierpnia 1944 pod gruzami szpitala. Pomimo oznakowania budynku symbolami Czerwonego Krzyża, Niemcy zbombardowali szpital. Przebywało tam wówczas ponad 800 osób. Pod gruzami śmierć poniosło 130 rannych oraz 170 osób cywilnych i pracowników szpitala.
Sławomir Biskupski został pochowany w grobie zbiorowym. Po ekshumacji znalazł miejsce spoczynku na Cmentarzu Powstańców Warszawy w kwaterze Pułku „Baszta”, rząd II, mogiła nr 34.

## Odznaczenie
- Warszawski Krzyż Powstańczy (1984)[26]

## Upamiętnienie
- Na Murze Pamięci okalającym Muzeum Powstania Warszawskiego wyryto tysiące nazwisk poległych powstańców. Wśród nich można odnaleźć Sławomira Biskupskiego - kolumna 150, pozycja 4[27].
- Na Cmentarzu Powązkowskim w Warszawie znajduje się jego grób symboliczny (kwatera 79-6-29/30/31)[28].